# Jashia Luna
Jashia Judith Luna Alfaro (* 28. Dezember 1979 in Guadalajara) ist eine ehemalige mexikanische Wasserspringerin. Sie startete sowohl im 3-m-Kunstspringen als auch im 10-m-Turmspringen sowie im Synchronspringen. Luna nahm an insgesamt drei Olympischen Spielen teil.
Ihre erste internationale Meisterschaft bestritt Luna bei der Weltmeisterschaft 1998 in Perth. Zwei Jahre später startete sie bei den Olympischen Spielen in Sydney. Vom 3-m-Brett verpasste sie als 19. den Einzug ins Halbfinale knapp, mit María José Alcalá belegte sie im 3-m-Synchronspringen Rang sechs. Im Jahr 2003 nahm sie in Santo Domingo erstmals an den Panamerikanischen Spielen teil. Vom 3-m-Brett wurde sie Achte, vom 10-m-Turm Siebte. Ein Jahr später bestritt Luna in Athen ihre zweiten Olympischen Spiele. Vom 3-m-Brett verpasste sie als 20. erneut den Einzug ins Halbfinale, vom 10-m-Turm qualifizierte sie sich jedoch für das Halbfinale, wo sie Rang 13 errang. Zudem startete sie mit Paola Espinosa erstmals im 10-m-Synchronspringen, das Duo erreichte im Finale Rang fünf. Ihre erfolgreichste Weltmeisterschaft bestritt Luna 2005 in Montreal. Mit Espinosa startete sie in beiden Synchronwettbewerben, vom 3-m-Brett wurde das Duo Vierter, vom 10-m-Turm Sechster. Bei der Weltmeisterschaft 2007 in Melbourne konnte das Duo mit Rang sieben im 10-m-Synchronspringen erneut eine gute Platzierung erreichen.
Luna qualifizierte sich beim Weltcup in Peking knapp für ihre dritten Olympischen Spiele. Sie startete bei den Spielen nur im Einzel vom 3-m-Brett, erreichte das Halbfinale und belegte am Ende Rang 16. Im Anschluss beendete Luna ihre aktive Karriere.